# تصنیف جک و رز
تصنیف جک و رز (به انگلیسی: The Ballad of Jack and Rose) یک فیلم درام آمریکایی به نویسندگی و کارگردانی ربکا میلر است. در این فیلم بازیگرانی همچون کمیلا بل، دانیل دی-لوئیس، کاترین کینر، پل دانو، رایان مک‌دونالد، جیسون لی و جنا مالون ایفای نقش می‌کنند. تصنیف جک و رز در تاریخ ۲۵ مارس ۲۰۰۵ توسط آی‌اف‌سی فیلمز اکران شد.

## خلاصه
داستان در مورد پدر و دختری است که در یک جزیره دور افتاده زندگی می کنند و با مشکلاتی دست به گریبان شده اند که...